# Поле (иконопись)

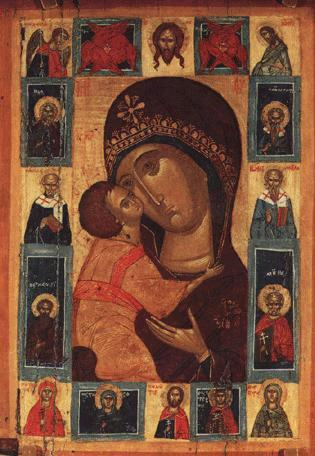
Игоревская икона Божией Матери с деисусом и избранными святыми на полях. Конец XV — начало XVI вв. Государственный Русский музей.

Поля́ иконной доски — обрамление средней, обычно углублённой части иконы (ковчега). От ковчега отделяется лузгой, по внешнему краю часто обводится линией контрастного фону цвета — опушью.
Поля древних икон довольно узки, к XI—XII в. становятся шире, а ковчег мельче, с XIV в. появляются иконные доски без полей.
Если средняя часть иконы трактуется как «окно» в мир Божественного, то поля будут соответствовать границе между сакральным и явным (земным) пространствами. Часто элементы изображения средника (нимб, край одеяния, атрибут в руках персонажа) выходят на поле, «прорываясь» в мир предстоящего (зрителя).
На полях иконы традиционно могут изображаются избранные святые. Не являясь частью основной композиции и не принадлежа сакральному пространству, они выполняют роль заступника и посредника в молитве перед иконой.
С IX в. в Византии появляется новая форма икон — т. н. «житийные иконы»: в средней части изображается святой, а на полях в отдельных небольших по размеру законченных композициях (клеймах) — сцены из жизни этого святого. Из Византии житийные иконы попали в Италию, на Балканы, Русь и Кавказ.
Поля иконы также являются традиционным местом размещения текста, иногда заполняющего поля целиком. Понимание взаимосвязи образа и слова со временем меняется, постепенно, с общим упадком иконописи изображение воспринимается не как эквивалент слова, а становится лишь иллюстрацией к написанному.
Еще одна тенденция поздней (начиная с середины XVI в.) иконописи — постепенное понимание полей как декоративной рамы. Поля украшаются резным левкасом, декоративной лепниной, живописным орнаментом и имитацией драгоценных камней, покрываются металлической басмой.

Избранные святые на полях. Икона Богородицы Знамение. Новгород. Первая половина XII в.
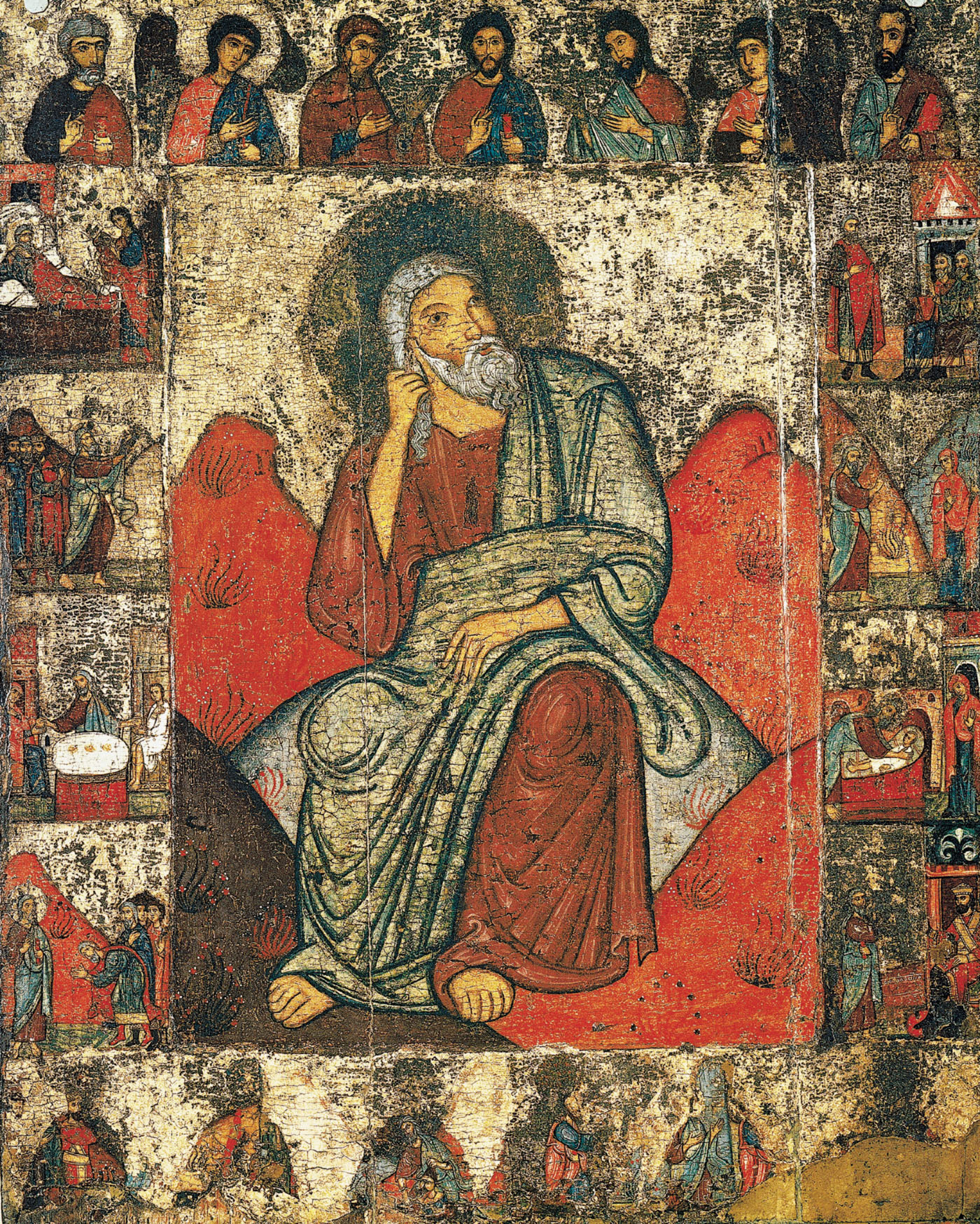
Житийная икона. Илия пророк с житием и деисусом. Из церкви Ильи Пророка в погосте Выбуты, близ Пскова. Конец XIII в. ГТГ.
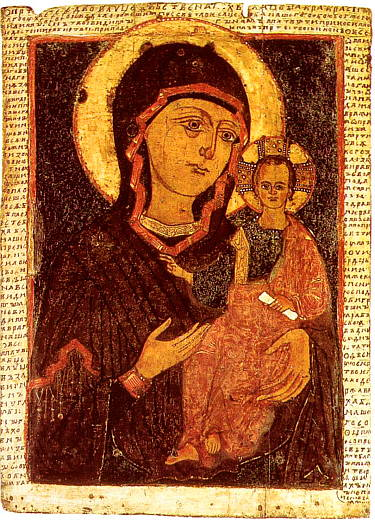
Поля полностью заполнены текстом. Икона XIII в., текст на полях XV в. Икона Божией Матери Одигитрия. ГТГ.
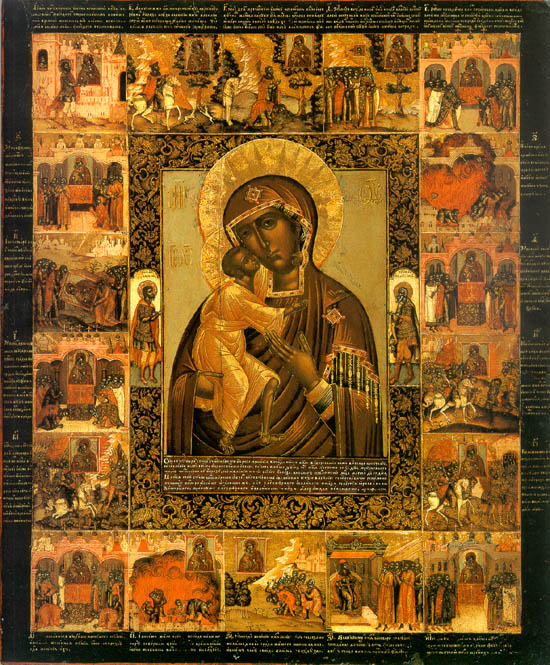
Текст и клейма на полях. Феодоровская икона Божией Матери со сказанием. Вторая половина XVIII в. Музей-заповедник «Коломенское»